# Circonscription de Chichaoua
La circonscription de Chichaoua est la circonscription législative marocaine de la Chichaoua située en région Marrakech-Safi. Elle est représentée dans la Xe législature par Houcine Ait Oulahiane, Moulay Hicham Elm'hajri, Hamza Essoufi et Abdelghani Janaah.

## Historique des députations
| Législature | Début de mandat  | Fin de mandat    | Députés élus | Députés élus               | Députés élus | Députés élus             | Députés élus | Députés élus                   | Députés élus | Députés élus                |
| ----------- | ---------------- | ---------------- | ------------ | -------------------------- | ------------ | ------------------------ | ------------ | ------------------------------ | ------------ | --------------------------- |
| IXe         | 26 novembre 2011 | 7 octobre 2016   |              | Abderrahman Rahimi (PI)    |              | Abderrahmane Rabeh (PJD) |              | Abdelghani Janaah (MDS)        |              | Abdessamad Aguidach (RNI)   |
| Xe          | 8 octobre 2016   | 8 septembre 2021 |              | Abdelghani Janaah (PI)     |              | Hamza Essoufi (PJD)      |              | Moulay Hicham El M'hajri (PAM) |              | Houcine Ait Oulahiane (PAM) |
| XIe         | 9 septembre 2021 | ?                |              | Hussein Ait Oulhayane (PI) |              | Aouad Amara (MP)         |              | Moulay Hicham El M'hajri (PAM) |              | Abderrahmane Rabeh (RNI)    |

## Historique des élections

### Découpage électoral d'octobre 2011

#### Élections de 2016
| Parti                 | Parti                                               | Voix    | %      | Député(s) élus          |  |
| --------------------- | --------------------------------------------------- | ------- | ------ | ----------------------- |  |
|                       | Parti authenticité et modernité (PAM)               | 29 531  | 34,72  | Moulay Hicham Elm'hajri |  |
| Houcine Ait Oulahiane | Parti authenticité et modernité (PAM)               | 29 531  | 34,72  |                         |  |
|                       | Parti de la justice et du développement (PJD)       | 13 745  | 16,16  | Hamza Essoufi           |  |
|                       | Parti de l'Istiqlal (PI)                            | 10 921  | 12,84  | Abdelghani Janaah       |  |
|                       | Mouvement populaire (MP)                            | 8 156   | 9,59   |                         |  |
|                       | Parti du progrès et du socialisme (PPS)             | 6 338   | 7,45   |                         |  |
|                       | Union socialiste des forces populaires (USFP)       | 4 877   | 5,73   |                         |  |
|                       | Rassemblement national des indépendants (RNI)       | 4 447   | 5,23   |                         |  |
|                       | Union constitutionnelle (UC)                        | 4 414   | 5,19   |                         |  |
|                       | Front des forces démocratiques (FFD)                | 1 900   | 2,23   |                         |  |
|                       | Fédération de la gauche démocratique (FGD)          | 364     | 0,43   |                         |  |
|                       | Parti de la liberté et de la justice sociale (PLJS) | 202     | 0,24   |                         |  |
|                       | Parti Al Ahd Addimocrati (AHD)                      | 154     | 0,18   |                         |  |
|                       |                                                     |         |        |                         |  |
| Inscrits              | Inscrits                                            | 160 804 | 100,00 |                         |  |
| Abstentions           | Abstentions                                         | 75 755  | 47,11  |                         |  |
| Exprimés              | Exprimés                                            | 85 049  | 52,89  |                         |  |

#### Élections de 2021
| Parti       | Parti                                         | Voix    | %      | Députés élus             |  |
| ----------- | --------------------------------------------- | ------- | ------ | ------------------------ |  |
|             | Parti authenticité et modernité (PAM)         | 51 689  | 37,52  | Moulay Hicham El M'hajri |  |
|             | Mouvement populaire (MP)                      | 21 110  | 15,32  | Aouad Amara              |  |
|             | Rassemblement national des indépendants (RNI) | 20 082  | 14,58  | Abderrahmane Rabeh       |  |
|             | Parti de l'Istiqlal (PI)                      | 15 376  | 11,16  | Hussein Ait Oulhayane    |  |
|             | Union socialiste des forces populaires (USFP) | 12 290  | 8,92   |                          |  |
|             | Union constitutionnelle (UC)                  | 10 468  | 7,60   |                          |  |
|             | Parti de la justice et du développement (PJD) | 3 145   | 2,28   |                          |  |
|             | Parti du progrès et du socialisme (PPS)       | 2 151   | 1,56   |                          |  |
|             | Front des forces démocratiques (FFD)          | 1 027   | 0,75   |                          |  |
|             | Parti socialiste unifié (PSU)                 | 437     | 0,32   |                          |  |
|             |                                               |         |        |                          |  |
| Inscrits    | Inscrits                                      | 189 799 | 100,00 |                          |  |
| Abstentions | Abstentions                                   | 52 024  | 27,41  |                          |  |
| Exprimés    | Exprimés                                      | 137 775 | 72,59  |                          |  |